# Estación de Farringdon
Farringdon es una estación de metro de Londres y de servicios de ferrocarril de National Rail en Clerkenwell, en el municipio de Islington, junto a la City de Londres. Fue inaugurada en 1863 como terminal del Metropolitan Railway, que fue el primer ferrocarril subterráneo del mundo.
Hoy en día, la estación de metro está comunicada por las líneas Circle, Hammersmith & City y Metropolitan entre King's Cross-St. Pancras y Barbican. La estación de National Rail es una de las estaciones menos importantes de la línea principal del centro de Londres, siendo una parada en la ruta Thameslink entre St. Pancras y City Thameslink, pero se espera que esto cambie cuando se convierta en una estación de intercambio importante entre los dos programas de infraestructura de transporte más grandes que se están construyendo actualmente en la ciudad: Crossrail y el Programa Thameslink.